# William Robert Broughton

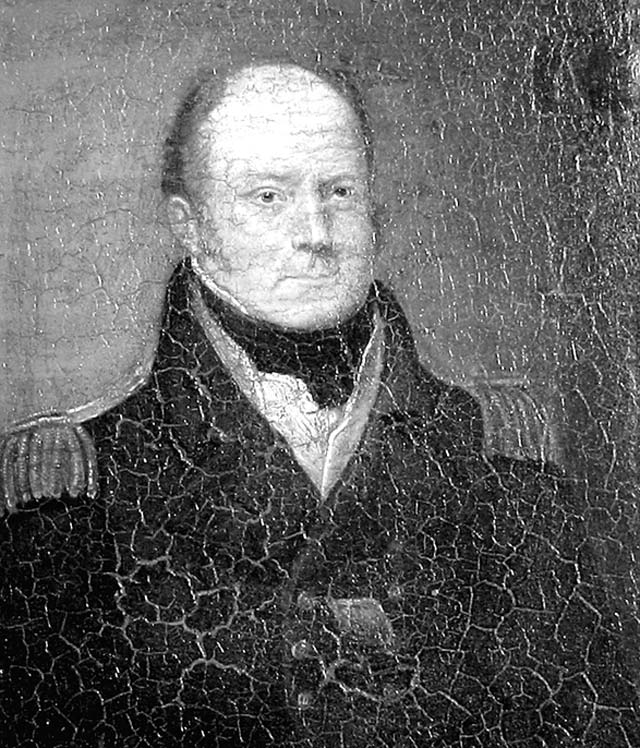
William Robert Broughton

William Robert Broughton (* 1762 in Gloucestershire, England; † 14. März 1821 in Florenz) war ein britischer Marineoffizier. Er kommandierte die Chatham als Teil der Expedition von George Vancouver an der Westküste Nordamerikas zu Beginn der 1790er-Jahre.

## Leben
Broughton trat 1774 als Midshipman in die Royal Navy ein und war am 17. Juni 1775 vom Meer aus an der Schlacht von Bunker Hill beteiligt. Bald darauf geriet er in amerikanische Gefangenschaft, wurde aber im Dezember 1776 freigelassen und war bis 1778 in den Gewässern an der nordamerikanischen Ostküste im Einsatz. Nach mehreren Jahren Dienst in und um Indien erhielt Broughton 1790 das Kommando über die Brigg HMS Chatham, die die HMS Discovery von George Vancouver auf dessen Expedition in den Pazifik begleitete.
Am 23. November 1791 sichtete die Mannschaft der HMS Chatham die Snaresinseln. Unabhängig davon tat dies auch die HMS Discovery unter Vancouver. Sechs Tage später wurden die Chathaminseln gesichtet, die seit dem 15. Jahrhundert von den Moriori besiedelt waren. Die Briten gaben den Inseln den Namen Chatham Insel, nach dem Schiff Broughtons. Im Oktober 1792, mittlerweile war die Expedition im pazifischen Nordwesten angekommen, erhielt Broughton den Auftrag, mit mehreren Booten den Unterlauf des kurz zuvor von Robert Gray entdeckten Columbia River zu erkunden. Broughton und seine Begleiter gelangten bis zur Columbia River Gorge, wo sie als erste Europäer den Mount Hood entdeckten.
Ende 1792 schickte ihn Vancouver nach England zurück, um Nachrichten zu überbringen und neue Befehle bezüglich der Übergabe des Nootka Sound anzufordern. Er durchquerte den nordamerikanischen Kontinent und gelangte nach Veracruz, von wo aus er seine Reise fortsetzte. Der zum Captain beförderte Broughton erhielt im Oktober 1793 das Kommando über die HMS Providence, ein früheres Schiff von William Bligh.
Broughton wurde zurück nach Nordamerika geschickt, um Vancouver zu unterstützen. Er fand jedoch Vancouver nicht am vereinbarten Treffpunkt vor, da dieser seine Vermessungen inzwischen abgeschlossen hatte. Stattdessen führte Broughton Erkundungsfahrten im asiatischen Teil des Pazifiks durch, insbesondere um Hokkaidō, wobei er auf dem Weg dorthin das Atoll Millennium Island entdeckte.
In Macau, wo die Mannschaft überwinterte, kaufte Broughton einen Schoner, was sich als Glücksfall erwies, da die Providence 1797 vor der Insel Miyako-jima auf ein Riff lief und sank. Die Mannschaft der Providence setzte die Reise im Schoner fort und kehrte im Februar 1799 nach England zurück. Broughton diente weiterhin in der Royal Navy und stieg bis zum Commodore auf. Er ließ sich später in Italien nieder, wo er im Alter von 58 Jahren starb.
Broughtons Aufzeichnungen dienten elf Jahre nach seiner Reise von der Westküste Nordamerikas nach Mexiko als Grundlage für die Planung der Lewis-und-Clark-Expedition. Nach ihm benannt sind unter anderem die Kurilen-Insel Ostrov Broutona und vor der Küste von British Columbia der Broughton-Archipel in der Königin-Charlotte-Straße sowie die Broughton-Straße östlich von Vancouver Island.

## Schriften
- William Robert Broughton: A Voyage of Discovery to the North Pacific Ocean: in which the coast of Asia, from the Lat of 35° North to the Lat of 52° North, the Island of Insu, (Commonly known under the name of the Land of Jesso,) the north, south, and east coasts of Japan, the Lieuchieux and the adjacent isles, as well as the coast of Corea . Performed in his Majesty's Sloop Providence, and her tender, in the years 1795, 1796, 1797, 1798. Printed for T. Cadell and W. Davies, London, 1804 Digitalisat